# Chadschi Dimitar

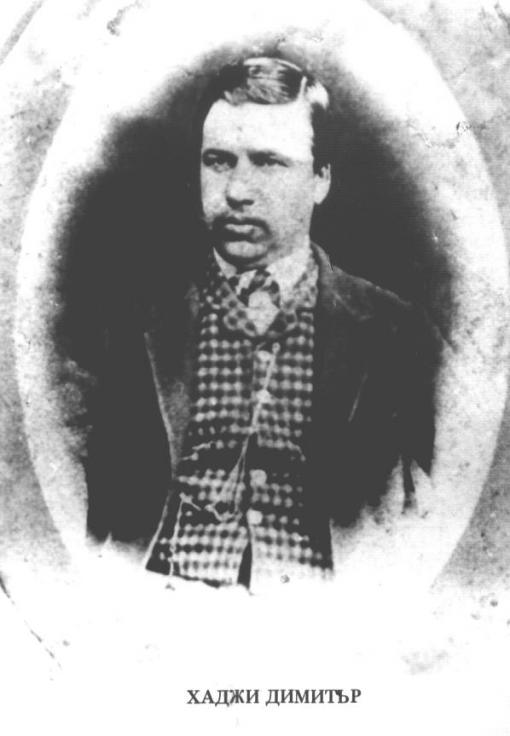
Fotografie von Chadschi Dimitar unbekannter Herkunft

Chadschi Dimitar (bulgarisch Хаджи Димитър, bürgerlich Dimitar Assenow; * 10. Mai 1840 in Sliwen; † 10. August 1868 am Busludscha) war Woiwode einer bulgarischen Partisanengruppe (Četa) und Heiducke (Freischärler). Dimitar spielte eine bedeutende Rolle im bulgarischen Unabhängigkeitskampf gegen das Osmanische Reich während der Phase der Bulgarischen Wiedergeburt und wurde später zum Märtyrer stilisiert.

## Leben

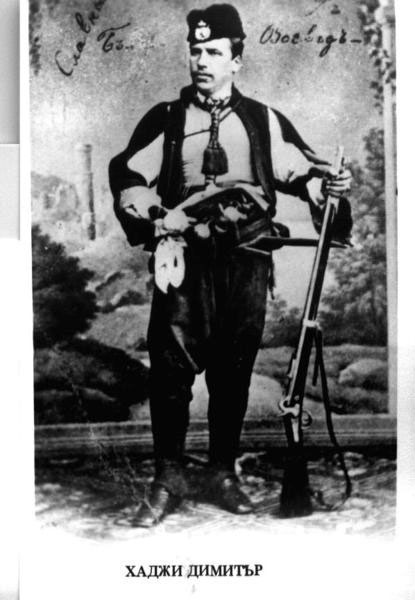
Fotografie von Chadschi Dimitar unbekannter Herkunft

Dimitar Assenow stammte aus einer bulgarischen Handwerkerfamilie; sein Vater war der Händler Nikola Assenow. Mit zwei Jahren unternahm seine Familie eine Pilgerreise nach Jerusalem, woraufhin der Sohn als Chadschi bezeichnet wurde (ein Namenszusatz, der ursprünglich muslimischen Pilgern nach Mekka verliehen wurde). Im Alter von 20 Jahren schloss sich Dimitar der bulgarischen Unabhängigkeitsbewegung an und wurde Mitglied einer Četa, die seit diesem Jahr von Panajot Chitow geleitet wurde. 1863 ging er ins Ausland nach Bukarest, wo er Kontakt mit Georgi Rakowski, einem Pionier der „Nationalen Wiedergeburt“, aufnahm und dessen Vorlesungen über bulgarische Geschichte anhörte. Im Folgejahr wurde er selbst Anführer einer Četa und organisierte zusammen mit Stefan Karadscha einige paramilitärische Unternehmungen in das Balkangebirge.
1868 gründete er mit Karadscha eine größere revolutionäre Vereinigung, deren Mitglieder sich zu einem großen Teil aus ehemaligen Kämpfern der Bulgarischen Legion rekrutierten. Sie wurde in rumänischen Exil ausgerüstet, insbesondere vom Bulgarischen Geheimen Zentralkomitee, das 1866 von Wassil Lewski und Ljuben Karawelow in Bukarest gegründet worden war.
Nun überquerte die Četa mit 120 Männern die Donau, obwohl Russland die rumänische Regierung dazu aufforderte, die Aktion zu unterbinden. Das Zarenreich sympathisierte zwar generell durchaus mit den nationalistischen Bestrebungen in den Balkanstaaten, radikalen revolutionären Organisationen stand es jedoch ablehnend gegenüber. Geplant war von Seiten der Rebellen, einen serbischen Angriff auf die Türkei zu unterstützen. In Bulgarien angekommen, wurde die Četa aber nach kurzer Zeit in Gefechte mit osmanischen Truppen verwickelt, bei denen diese die Oberhand behielten. Die Überlebenden flohen daraufhin ins Gebirge auf den Busludscha, wurden aber von den Türken verfolgt. Daraufhin kam es erneut zu einem heftigen Kampf, in dessen Folge Chadschi Dimitar ums Leben kam, während Karadscha verwundet, gefangen genommen und zum Tode verurteilt wurde. Weniger als die Hälfte der Mitglieder überlebte.

## Ehrungen

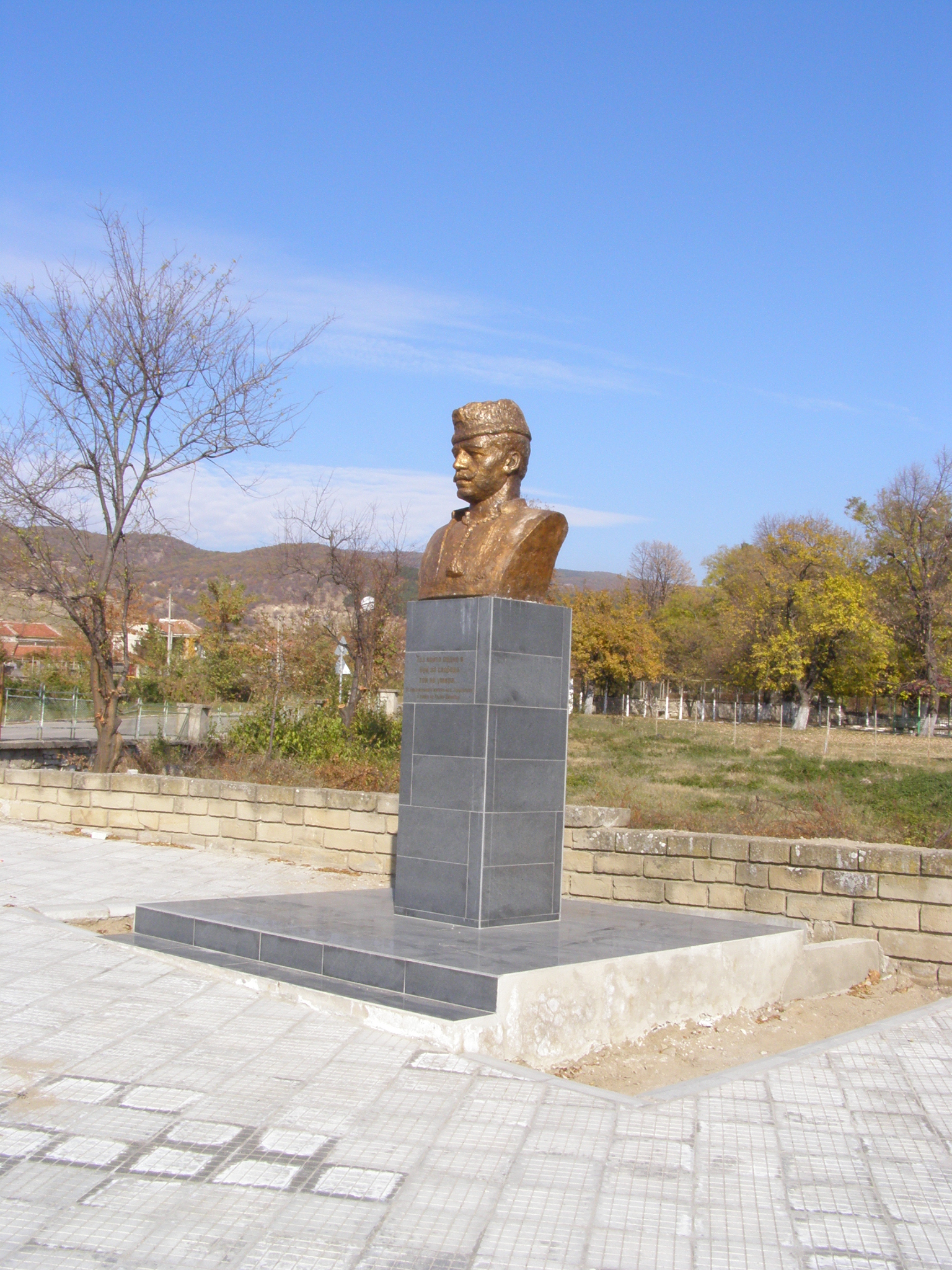
Gedenkbüste von Chadschi Dimitar in Gawrailowo (Gemeinde Sliwen)

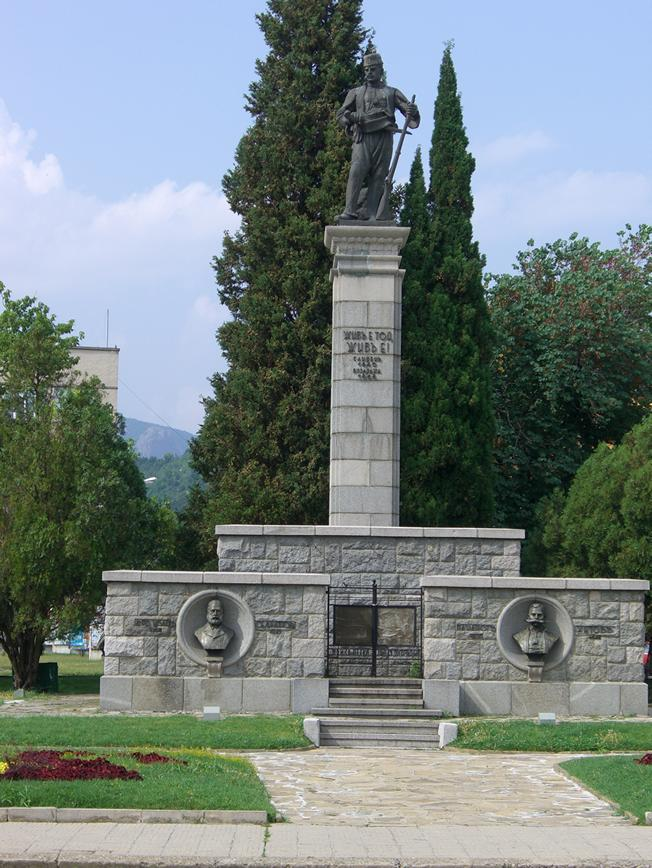
Statue von Chadschi Dimitar nahe der Stadthalle in Sliwen

Christo Botew verfasste 1873 ein Gedicht über Chadschi Dimitar, in dem er ihn zur Legende und zum Nationalhelden stilisierte und das in Bulgarien zu einem populären Volkslied geworden ist. Besonders in der Zeit des Kommunismus galt er als Märtyrer des bulgarischen Volkes. Der bulgarische Berg Busludscha, an dem er starb, wurde 1942 nach ihm benannt und heißt seitdem Chadschi Dimitar. In seiner Geburtsstadt wurden das Chadschi-Dimitar-Stadion und eine Straße nach ihm benannt, eine Gedenkbüste aufgestellt, ein Denkmal errichtet und sein Geburtshaus in ein Museum umgewandelt. Mehrere Schulen in Bulgarien sind außerdem nach Dimitar benannt. Seit 2015 ist er zudem Namensgeber für den Hadzhi Dimitar Peak, einen Berg in der Antarktis. Ein Stadtteil und eine U-Bahn-Station in Sofia tragen auch seinen Namen.